# Bindon Abbey
Bindon Abbey (Bindonium) ist eine ehemalige Zisterziensermönchsabtei am Fluss Frome rund 1 km östlich von Wool in Dorset in England.

## Geschichte
Das Kloster wurde 1149 von William de Glastonia in Little Bindon (an der Südküste Englands zwischen Weymouth und Poole) als Tochterkloster von Forde Abbey gestiftet, jedoch erwies sich das Gelände als zu schwierig, so dass durch Robert de Newburgh und seine Frau im Jahr 1172 die Verlegung landeinwärts nach Wool erfolgte. Das Kloster wurde von der Dynastie der Plantagenet sehr gefördert und der Abt wurde von König Johann Ohneland zu vertraulichen Missionen herangezogen. 1215 wurde ein Teil des königlichen Schatzes in Bindon untergebracht. König Heinrich der III. stellte dem Kloster wiederholt Schutzbriefe aus und König Eduard II. zog die Unterstützung des Klosters für die Kriege gegen die Schotten heran. Im 14. Jahrhundert ergaben sich für das Kloster interne Schwierigkeiten. 1535 wurde im Valor Ecclesiasticus das Jahreseinkommen des Klosters mit 147 Pfund bewertet; damit fiel es unter die erste Auflösungswelle des Jahres 1536, die aber durch die Zahlung eines Betrags von 300 Pfund abgewendet werden konnte. Jedoch erfolgte die Auflösung im Jahr 1539 und die Güter des Klosters erhielt Lord Poynings. 1559 wurde an der Stelle des Klosters ein Herrenhaus errichtet, das aber rund 100 Jahre später im Bürgerkrieg niedergebrannt wurde. Die Steine wurden zum Bau von Lulworth Castle verwendet. 1794 bis 1798 wurden ein kleines „gotisches“ Herrenhaus (Bindon Abbey House) und ein Torhaus errichtet, die beide noch erhalten sind.

## Bauten und Anlage
Die Fundamente des Klosters, das dem bernhardinischen Plan entsprach (kreuzförmige, dreischiffige, im Osten gerade geschlossene Kirche mit je zwei Seitenkapellen an den Querarmen im Norden, die Klausur südlich – rechts – davon) sind teilweise noch in beachtlicher Höhe vorhanden. Vom Kapitelhaus im Ostflügel sind noch die Schäfte der Gewölbe zu sehen. Vom Südflügel der Klausur mit Refektorium und Küche ist nur wenig erhalten. Die Mühle am nördlich des Klosters fließenden Fluss Frome geht auf das Kloster zurück.